# 若宮直道
若宮 直道（わかみや なおみち、1983年8月10日 - ）は、岡山県岡山市出身の元サッカー選手、サッカー指導者。現役時代のポジションは、FW。

## 来歴
2011年、ファジアーノ岡山のコーチに就任。パソコンに精通し、映像編集が得意。主に相手チームのスカウティングを担当する。選手と年齢が近く、若手の相談に乗るなど兄貴分的な存在。紅白戦で人数が足りない時は、丸谷明コーチとともにピッチに入ることもあった。
2021年、京都サンガF.C.のコーチに就任。
2024年より、大宮アルディージャのコーチに就任。

## 所属クラブ
- 1999年 - 2001年 富山県立水橋高等学校
- 2002年 - 2005年 富山大学
- 2006年 - 2009年 筑波大学大学院

## 選抜歴
- 2001年 国体富山県少年選抜選手
- 2001年 第80回全国高等学校サッカー選手権大会 富山県代表[5]

## 指導歴
- 2007年 U-16日本代表  テクニカルスタッフ[6]
- 2009年 - 2020年 ファジアーノ岡山[3]
  - 2009年 - 2010年 U-15 コーチ
  - 2011年 - 2012年 トップチーム コーチ
  - 2013年 - 2014年 U-15 コーチ
  - 2015年 - 2020年 トップチーム コーチ
- 2021年 - 2023年 京都サンガF.C. コーチ[3]
- 2024年 - 大宮アルディージャ / RB大宮アルディージャ コーチ